# Şevket Pamuk

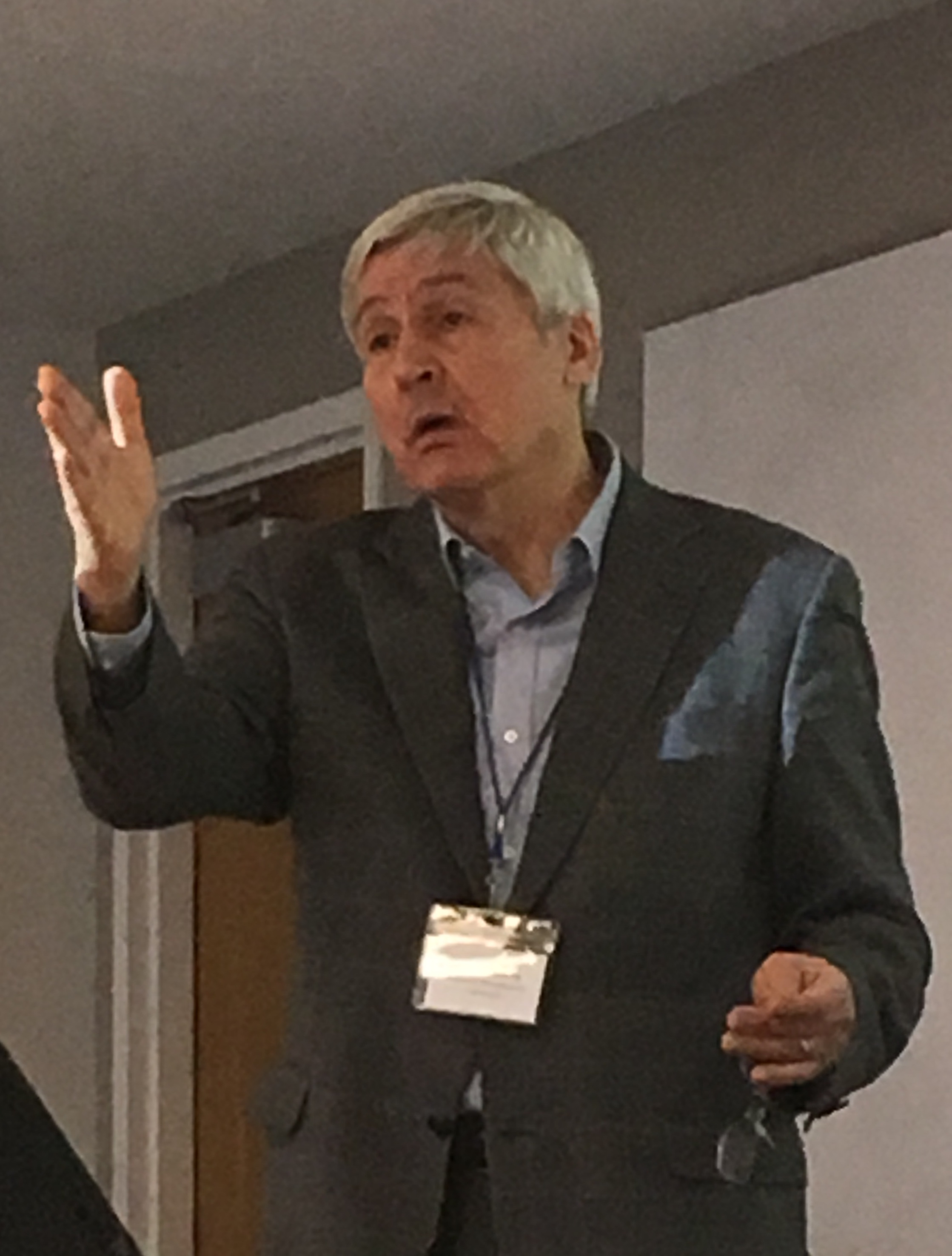
Şevket Pamuk (2019)

Şevket Pamuk (* 1950 in Istanbul) ist ein türkischer Ökonom und Wirtschaftshistoriker.

## Leben
Pamuk besuchte bis 1968 das US-amerikanische Robert College in Istanbul. Danach studierte er an der Yale University (B.A. und B.Sc. 1972) und an der University of California, Berkeley (M.A. 1974). 1978 erwarb er einen Ph.D. in Economics.
Danach unterrichtete er an verschiedenen Universitäten in der Türkei und den USA (Princeton, Michigan, Northwestern, Villanova, Pennsylvania). 1994 wurde er Professor am Atatürk Institute for Modern Turkish History, das er von 1998 bis 2001 leitet, und am Department of Economics an der Boğaziçi Üniversitesi in Istanbul. Von 2008 bis 2013 war er Professor und Inhaber des Chair in Contemporary Turkish Studies am European Institute der London School of Economics and Political Science (LSE).
Seit 2006 ist er Fellow des Economic Research Forum in Kairo und seit 2012 des Centre for Economic Policy Research in London. 1992 wurde er Mitglied des Joint Committee on the Near and Middle East des Social Science Research Council und Social Science Research Council. Ab 1993 leitete er das Historical Statistics Project am State Institute of Statistics of Turkey. Von 1996 bis 2003 war er Mitglied im Board of Directors von TESEV. Er war von 1999 bis 2011 ordentliches Mitglied der Türkiye Bilimler Akademisi (Intervention der türkischen Regierung). Von 1998 bis 2006 war er Mitglied im Executive Committee der International Economic History Association. Von 2003 bis 2005 war er Präsident der European Historical Economics Society, zuvor Mitglied im Board of Trustees. 1999 wurde er Mitglied des Standing Committee on the Humanities der Europäischen Wissenschaftsstiftung.
Pamuk war oder ist Mitglied zahlreicher Editorial Boards wie The Journal of Economic History, International Journal of Turkish Studies, European Review of Economic History, International Journal of Middle East Studies und New Perspectives on Turkey.
Er ist Autor zahlreicher zum Teil ausgezeichneter wirtschaftshistorischer Bücher.
2012 wurde er zum ordentlichen Mitglied der Academia Europaea gewählt. 2021 wurde er Auswärtiges Mitglied der British Academy.
Pamuk ist der Bruder des Literaturnobelpreisträgers Orhan Pamuk.

## Auszeichnungen
- 1992: Mustafa Parlar Research Achievement Award for Young Social Scientists
- 1999: Sedat Simavi Award der Turkish Journalists’ Association
- 2001: Book Prize in Middle Eastern Studies der British Society for Middle Eastern Studies
- 2002: Fuat Köprülü Award der Turkish Studies Association of North America
- 2002: Thomas H. Cole Prize der American Economic History Association